# Theodor Niebel
Theodor Niebel (* 5. November 1905 in Recklinghausen; † 10. August 1974) war ein deutscher Psychiater, der im Rahmen der NS-Krankenmorde an der „Kinder-Euthanasie“ beteiligt war.

## Leben
Niebel absolvierte nach dem Ende seiner Schullaufbahn ein Studium der Medizin und promovierte an der Universität Hamburg zum Dr. med. Seine Dissertation „Experimentelle Versuche über Luftverbesserungen in Luftschutzräumen“ wurde 1936 veröffentlicht.
Zum 1. Mai 1937 trat Niebel der NSDAP bei (Mitgliedsnummer 5.298.672). Niebel war danach zunächst als Assistenzarzt an der Anstalt Dortmund-Aplerbeck.
Aufgrund öffentlicher Unruhe wegen steigender Todeszahlen wurde die – euphemistisch genannte – „Kinderfachabteilung“ von der Jugendpsychiatrie (St. Johannesstift) in Niedermarsberg unter der Leitung von Werner Sengenhoff im Dezember 1941 zur Anstalt Dortmund-Aplerbeck verlagert und in die neu geschaffene „Kinderstation für die spezialisierte Behandlung geistig erkrankter Kinder bis zum Alter von 14 Jahren“ eingegliedert. Die Leitung der „Kinderfachabteilung“ in Dortmund-Aplerbeck übernahm nun der Psychiater Niebel. U.a. durch tödlich wirkende Luminalgaben starben bis Mai 1945 in der „Kinderfachabteilung“ in Dortmund-Aplerbeck etwa 225 Kinder.
Nach Kriegsende wurde Niebel als einfacher Parteigenosse nicht entnazifiziert. Er blieb weiter an seinem Wirkungsort tätig und wurde juristisch nicht belangt. Zum Obermedizinalrat befördert, wurde Niebel 1968 pensioniert.